# Gehyra capensis
Gehyra capensis (північно-західна дтелла) — вид геконоподібних ящірок родини геконових (Gekkonidae). Ендемік Австралії. Описаний у 2018 році.

## Поширення і екологія
Північно-західні дтелли мешкають на Північно-Західному півострові в Західній Австралії. Вони живуть серед спінніфексових та невисоких чагарникових заростей, що ростуть серед вапнякових скель.